# Langlaufen op de Olympische Winterspelen 2010 - Teamsprint mannen
De teamsprint vrije stijl voor mannen tijdens de Olympische Winterspelen 2010 vond plaats op maandag 22 februari in het Whistler Olympic Park in Whistler. Titelhouders waren de Zweden Björn Lind en Thobias Fredriksson.

## Uitslagen

### Halve finales
Heat 1
| #  | Bib | Land             | Namen                             | Tijd    | Opm. |
| -- | --- | ---------------- | --------------------------------- | ------- | ---- |
| 1  | 1   | Rusland          | Nikolaj Morilov Aleksej Petoechov | 18:47.6 | Q    |
| 2  | 2   | Noorwegen        | Øystein Pettersen Petter Northug  | 18:48.5 | Q    |
| 3  | 5   | Duitsland        | Tim Tscharnke Axel Teichmann      | 18:48.9 | Q    |
| 4  | 4   | Canada           | Devon Kershaw Alex Harvey         | 18:49.2 | q    |
| 5  | 6   | Finland          | Lasse Paakkonen Ville Nousiainen  | 18:54.3 | q    |
| 6  | 7   | Polen            | Maciej Kreczmer Janusz Krężelok   | 19:07.2 |      |
| 7  | 11  | Slowakije        | Ivan Bátory Michal Malak          | 19:07.5 |      |
| 8  | 3   | Estland          | Anti Saarepuu Peeter Kümmel       | 19:27.6 |      |
| 9  | 9   | Litouwen         | Modestas Vaičiulis Mantas Strolia | 19:43.1 |      |
| 10 | 8   | China            | Sun Qinghai Xu Wenlong            | 19:43.6 |      |
| 11 | 10  | Groot-Brittannië | Andrew Musgrave Andrew Young      | DNF     |      |

Heat 2
| #  | Bib | Land             | Namen                                | Tijd    | Opm. |
| -- | --- | ---------------- | ------------------------------------ | ------- | ---- |
| 1  | 16  | Tsjechië         | Dušan Kožíšek Martin Koukal          | 18:43.1 | Q    |
| 2  | 19  | Frankrijk        | Vincent Vittoz Cyril Miranda         | 18:43.8 | Q    |
| 3  | 15  | Italië           | Cristian Zorzi Renato Pasini         | 18:43.9 | Q    |
| 4  | 13  | Verenigde Staten | Torin Koos Andrew Newell             | 18:43.7 | q    |
| 5  | 17  | Kazachstan       | Nikolaj Tsjebotko Aleksej Poltoranin | 18:45.3 | q    |
| 6  | 12  | Zwitserland      | Eligius Tambornino Dario Cologna     | 18:54.6 |      |
| 7  | 18  | Japan            | Nobu Naruse Yuichi Onda              | 18:54.8 |      |
| 8  | 14  | Zweden           | Marcus Hellner Teodor Peterson       | 19:06.5 |      |
| 9  | 22  | Roemenië         | Paul Constantin Pepene Petrica Hogiu | 19:09.2 |      |
| 10 | 20  | Australië        | Ben Sim Paul Murray                  | 19:57.0 |      |
| 11 | 21  | Wit-Rusland      | Sergei Dolidovich Leanid Karneyenka  | DNF     |      |

### Finale
| #      | Bib | Land             | Namen                                | Tijd    | Verschil |
| ------ | --- | ---------------- | ------------------------------------ | ------- | -------- |
| Goud   | 2   | Noorwegen        | Øystein Pettersen Petter Northug     | 19:01.0 | +0.0     |
| Zilver | 5   | Duitsland        | Tim Tscharnke Axel Teichmann         | 19:02.3 | +1.3     |
| Brons  | 1   | Rusland          | Nikolaj Morilov Aleksej Petoechov    | 19:02.5 | +1.5     |
| 4      | 4   | Canada           | Devon Kershaw Alex Harvey            | 19:07.3 | +6.3     |
| 5      | 17  | Kazachstan       | Nikolaj Tsjebotko Aleksej Poltoranin | 19:07.5 | +6.5     |
| 6      | 16  | Tsjechië         | Dušan Kožíšek Martin Koukal          | 19:13.8 | +12.8    |
| 7      | 19  | Frankrijk        | Vincent Vittoz Cyril Miranda         | 19:18.7 | +17.7    |
| 8      | 15  | Italië           | Cristian Zorzi Renato Pasini         | 19:21.1 | +20.1    |
| 9      | 13  | Verenigde Staten | Torin Koos Andrew Newell             | 19:21.6 | +20.6    |
| 10     | 6   | Finland          | Lasse Paakkonen Ville Nousiainen     | 19:50.8 | +49.8    |